# Deutzia glomeruliflora
Deutzia glomeruliflora är en hortensiaväxtart som beskrevs av Adrien René Franchet. Deutzia glomeruliflora ingår i släktet deutzior, och familjen hortensiaväxter. Inga underarter finns listade i Catalogue of Life.